# 公光町
公光町（きんみつちょう）は、兵庫県芦屋市の町名。郵便番号659-0065。

## 世帯数と人口
2022年（令和4年）8月1日現在の世帯数と人口は以下の通りである。
| 町丁   | 世帯数  | 人口  |
| ------ | ------- | ----- |
| 公光町 | 280世帯 | 629人 |

## 小・中学校の学区
市立小・中学校に通う場合、学区は以下の通りとなる。
| 番地 | 小学校             | 中学校             |
| ---- | ------------------ | ------------------ |
| 全域 | 芦屋市立精道小学校 | 芦屋市立精道中学校 |

## 交通

### 鉄道
町内に鉄道駅はない。

### 道路
- 国道2号
- 兵庫県道344号奥山精道線

## 施設
- 芦屋警察署
- 芦屋税務署
- 芦屋公光郵便局
- 芦屋市公光分庁舎
- 三井住友銀行芦屋支店